# Nuncia paucispinosa
Nuncia paucispinosa är en spindeldjursart som beskrevs av Forster 1954. Nuncia paucispinosa ingår i släktet Nuncia och familjen Triaenonychidae. Inga underarter finns listade i Catalogue of Life.